# Arslantepe
Arslantepe és un petit poble de Turquia, a la província de Malatya, construïda sobre la ciutat hitita de Melid a la vora del riu Thoma, nom antic d'un afluent de l'Eufrates superior, que neix a les muntanyes del Taure. Va ser excavada a partir del 1932 i l'excavació encara continua 80 anys després, i ha posat a la llum objectes diversos.

## Història

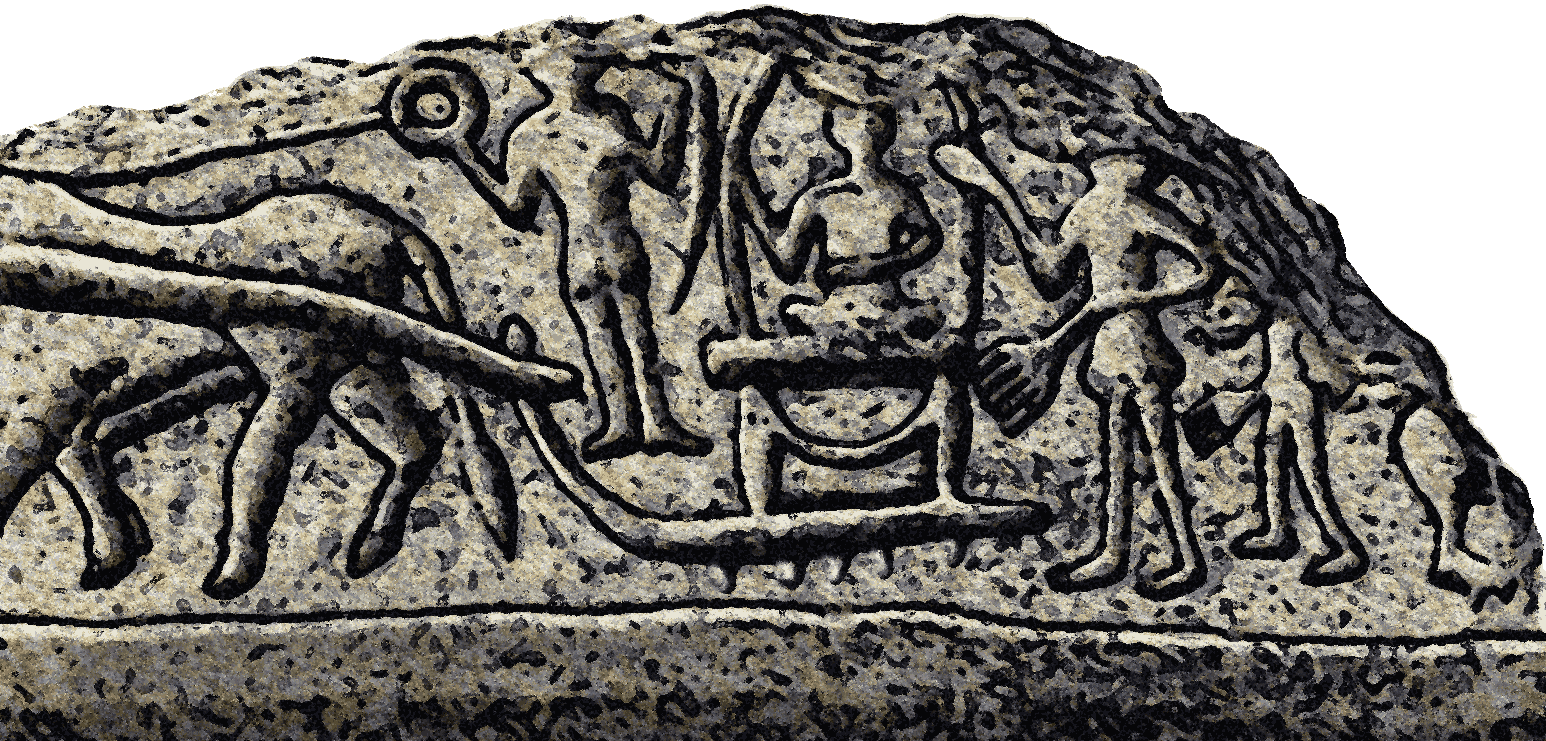
Segell cilindre trobat a Arslantepe

El lloc ha estat habitat des del desenvolupament d'agricultura a l'anomenat creixent fèrtil. A l'edat del bronze, era un centre administratiu d'una gran regió del Regne d'Ishuwa. Probablement a causa de l'amenaça hitita des de l'oest, es va fortificar la ciutat. Els hitites van conquerir la ciutat al segle xiv aC. A la meitat d'aquest segle, Melid era la base del rei hitita Subiluliuma I quan va fer una campanya de saqueig de Washukanni, la capital de Mitanni.
Després de la fi de l'Imperi Hitita, des del segle xii aC al VII aC, la ciutat es va convertir en el centre d'un estat luvita neohitita independent, anomenat Kammanu. S'hi va construir un palau i s'hi van aixecar escultures de pedra monumentals de lleons i dels governants.
La topada amb el rei assiri Teglatfalassar I (1115 aC-1077 aC) va tenir com a resultat que el Regne de Melid va haver de pagar tribut a Assíria. Més tard, Melid va continuar prosperant. Després del 800 aC, es va enfrontar al Regne d'Urartu i des d'aleshores el regne fou conegut com a Melitealkhé, Melitene o Malatya i va haver de pagar tribut, segurament, en el govern del rei Sarduri II.
La primera expedició, la va fer el rei Menua I d'Urartu després del 800 aC, incursions que van repetir els dos reis que el van succeir. Segurament, va ser Sarduri I qui el va sotmetre definitivament. El rei d'Assíria Teglatfalassar III (741 aC-724 aC) va iniciar la lluita pels districtes fronterers que s'havien sotmès a Urartu. Va atacar Arpad, al nord d'Alep. Sarduri hi va acudir amb forces pròpies i dels seus aliats de Kummukh, Melitalqi o Melitealkhé (Malatya) i Gurgum, però Teglatfalassar III el va derrotar a Rumqala, a la vora de l'Eufrates i va perdre territoris, però va conservar el regne fins que el rei assiri Sargon II (722 aC-705 aC) va ocupar la ciutat el 712 aC o potser el 711 aC.

## Arqueologia
Arslantepe va ser excavada primerament per l'arqueòleg francès Louis Delaporte des de 1932. Del 1946 al 1951, Claude F. A. Schaeffer hi va fer alguns sondatges. Les primeres excavacions italianes al lloc d'Arslantepe van començar el 1961, sota la direcció dels professors Piero Meriggi i Salvatore M. Puglisi. L'elecció del lloc era, inicialment, a causa del seu desig d'investigar les fases neohitites d'ocupació, el període en què Malatya era la capital d'un dels més importants regnes nascuts després de la destrucció de l'Imperi Hitita a les seves fronteres més orientals. Les restes majestuoses d'aquest període a Arslantepe es coneixien des dels anys 30, quan una expedició francesa les va descobrir. L'hititòleg Meriggi només va participar en les primeres campanyes i, posteriorment, la direcció va passar a Puglisi, un paleoetnòleg, que va expandir l'excavació i regularment dirigia investigacions anuals sota permís regular del govern turc. Alba Palmieri va agafar la direcció de l'excavació durant els anys 1970. Avui, la investigació arqueològica la porta Marcella Frangipane.